# John Bayley
John Oliver Bayley (Lahore, 27 marzo 1925 – Lanzarote, 12 gennaio 2015) è stato uno scrittore e critico letterario britannico.

## Biografia
Bayley è nato a Lahore, nell'India britannica, e ha studiato all'Eton College. Dopo averlo lasciato, si è iscritto al New College di Oxford, dove successivamente ha insegnato per quasi cinquant'anni. Dal 1974 al 1992 è stato Warton Professor di inglese e membro del St Catherine's College.
Nel corso dei decenni, ha recensito spesso sulla New York Review of Books. La scelta di questi saggi e dei suoi articoli accademici dal 1962 al 2002 è stata selezionata dall'editore letterario del New Yorker, Leo Carey, e pubblicata come The Power of Delight: A Lifetime in Literature.
Dal 1956 fino alla sua morte nel 1999, è stato sposato con la filosofa e scrittrice Iris Murdoch.
Nonostante o a causa dei suoi sentimenti, sua moglie ha avuto molteplici relazioni sia con uomini che con donne, a cui occasionalmente ha assistito di persona. A metà degli anni '90, la Murdoch si ammalò della malattia di Alzheimer, diagnosticata nel 1997. Bayley scrisse poi il libro Iris: A Memoir of Iris Murdoch (1998), che è stato trasformato nel film del 2001 Iris - Un amore vero di Richard Eyre. In questo film, Bayley è stato interpretato da Hugh Bonneville nella versione giovane e da Jim Broadbent nella versione anziana. A quest'ultimo, per la sua interpretazione, valse l'Oscar al miglior attore non protagonista. Dopo la morte di Murdoch, sposò nel 2001 l'amica di famiglia Audi Villers, dalla quale divorziò però poco tempo dopo. Nell'anno della morte della prima moglie, è stato nominato Commendatore dell'Ordine dell'Impero Britannico. È stato anche membro onorario della Royal Society of Literature e della British Academy.
Morì per insufficienza cardiaca all'età di 89 anni il 12 gennaio 2015.

## Opere

### Romanzi
- In Another Country (1986)
- Alice (1994)
- The Queer Captain (1995)
- George's Lair (1996)
- The Red Hat (1997)

### Altri lavori
- The Romantic Survival (1953)
- The Characters of Love: A Study in the Literature of Personality (1960)
- Keats and Reality (1969)
- Pushkin: A Comparative Commentary (1971)
- The Uses of Division (1976)
- An Essay on Hardy (1978)
- Shakespeare and Tragedy (1981)
- Selected Essays (1984)
- The Order of Battle at Trafalgar (1987)
- The Short Story: Henry James to Elizabeth Bowen (1988)
- Tolstoy and the Novel (1988)
- Housman's Poems (1992)
- Iris: A Memoir of Iris Murdoch (1998)
- Elegy for Iris (1999)
- Iris and the Friends: A Year of Memories (1999)
- Widower's House (2001)
- Hand Luggage: A Personal Anthology (2001)
- The Power of Delight (2005)